# Berberis consanguinea
Berberis consanguinea là một loài thực vật có hoa trong họ Hoàng mộc. Loài này được Fortune mô tả khoa học đầu tiên năm 1852.